# William Arthur Ward
William Arthur Ward (1921-1994) foi um administrador, escritor, pastor e professor estadunidense.